# Сендон Столл
Сендон Столл (англ. Sandon Stolle; нар. 13 липня 1970) — колишній австралійський тенісист.
Найвищу одиночну позицію світового рейтингу — 50 місце досяг 13 січня 1997, парну — 2 місце — 5 березня 2001 року.
Здобув 22 парні титули.
Перемагав на турнірах Великого шолома в парному розряді.
Завершив кар'єру 2003 року.

## Фінали турнірів Великого шолома

### Парний розряд (1–3)
| Результат | Рік  | Турнір                               | Покриття | Партнер       | Суперники                           | Рахунок             |
| --------- | ---- | ------------------------------------ | -------- | ------------- | ----------------------------------- | ------------------- |
| Поразка   | 1995 | Відкритий чемпіонат США з тенісу     | Тверде   | Алекс О'Браєн | Тодд Вудбрідж Марк Вудфорд          | 3–6, 3–6            |
| Перемога  | 1998 | Відкритий чемпіонат США з тенісу     | Тверде   | Цирил Сук     | Марк Ноулз (тенісист) Деніел Нестор | 4–6, 7–6(10–8), 6–2 |
| Поразка   | 2000 | Відкритий чемпіонат Франції з тенісу | Ґрунт    | Паул Гаргейс  | Тодд Вудбрідж Марк Вудфорд          | 6–7(7–9), 4–6       |
| Поразка   | 2000 | Вімблдонський турнір                 | Трава    | Паул Гаргейс  | Тодд Вудбрідж Марк Вудфорд          | 3–6, 4–6, 1–6       |

## Фінали за кар'єру

### Парний розряд (22–29)
| Легенда                       |
| Великий шлем (1)              |
| Tennis Masters Cup (0)        |
| Серія Мастерс ATP (4)         |
| Серія ATP Інтернешнл Ґолд (4) |
| Тур ATP (13)                  |

| Титули за покриттям |
| Тверде (16)         |
| Ґрунт (0)           |
| Трава (2)           |
| Килим (4)           |

| Результат | Ранг | Дата              | Турнір                                                 | Покриття   | Партнер                   | Суперники                                     | Рахунок                 |
| --------- | ---- | ----------------- | ------------------------------------------------------ | ---------- | ------------------------- | --------------------------------------------- | ----------------------- |
| Перемога  | 1.   | 26 жовтня 1992    | Тайбей, Республіка Китай                               | Килим      | Джон Фіцджеральд          | Патрік Баур Хрісто ван Ренсбург               | 7–6, 6–2                |
| Перемога  | 2.   | 18 січня 1993     | Sydney International, Австралія                        | Тверде     | Джейсон Столтенберг       | Люк Єнсен Мерфі Єнсен                         | 6–3, 6–4                |
| Поразка   | 1.   | 1 березня 1993    | Скоттсдейл, США                                        | Тверде     | Люк Єнсен                 | Марк Кейл Дейв Ренделл                        | 5–7, 4–6                |
| Поразка   | 2.   | 19 квітня 1993    | Гонконг                                                | Тверде     | Джейсон Столтенберг       | Девід Вітон Тодд Вудбрідж                     | 1–6, 3–6                |
| Перемога  | 3.   | 18 січня 1994     | Sydney Outdoor, Австралія                              | Тверде     | Даррен Кейгілл            | Марк Кратцманн Лорі Вордер                    | 6–1, 7–6                |
| Поразка   | 3.   | 28 лютого 1994    | Скоттсдейл, США                                        | Тверде     | Алекс О'Браєн             | Ян Апелль Кен Флек                            | 0–6, 4–6                |
| Перемога  | 4.   | 4 квітня 1994     | Осака, Японія                                          | Тверде     | Мартін Дамм               | Девід Адамс Андрій Ольховський                | 6–4, 6–4                |
| Перемога  | 5.   | 15 серпня 1994    | Мастерс Цинциннаті, США                                | Тверде     | Алекс О'Браєн             | Вейн Феррейра Марк Кратцманн                  | 6–7, 6–3, 6–2           |
| Поразка   | 4.   | 13 лютого 1995    | Сан-Хосе, США                                          | Тверде (i) | Алекс О'Браєн             | Джим Грабб Патрік Макінрой                    | 6–3, 5–7, 0–6           |
| Поразка   | 5.   | 15 травня 1995    | Пайнгерст, США                                         | Ґрунт      | Алекс О'Браєн             | Тодд Вудбрідж Марк Вудфорд                    | 2–6, 4–6                |
| Поразка   | 6.   | 31 липня 1995     | Монреаль, Канада                                       | Тверде     | Браян Макфі               | Євген Кафельников Андрій Ольховський          | 2–6, 2–6                |
| Поразка   | 7.   | 11 вересня 1995   | Відкритий чемпіонат США з тенісу, Нью-Йорк             | Тверде     | Алекс О'Браєн             | Тодд Вудбрідж Марк Вудфорд                    | 3–6, 3–6                |
| Поразка   | 8.   | 15 січня 1996     | Sydney International, Австралія                        | Тверде     | Патрік Макінрой           | Елліс Феррейра Ян Сімерінк                    | 7–5, 4–6, 1–6           |
| Поразка   | 9.   | 15 квітня 1996    | Maharashtra Open, Індія                                | Тверде     | Байрон Блек               | Йонас Бйоркман Ніклас Культі                  | 6–4, 4–6, 4–6           |
| Поразка   | 10.  | 12 серпня 1996    | Мастерс Цинциннаті, США                                | Тверде     | Цирил Сук                 | Марк Ноулз (тенісист) Деніел Нестор           | 6–3, 3–6, 4–6           |
| Перемога  | 6.   | 21 жовтня 1996    | Острава, Чехія                                         | Килим      | Цирил Сук                 | Ян Крошлак Кароль Кучера                      | 7–6, 6–3                |
| Поразка   | 11.  | 17 лютого 1997    | Dubai Tennis Championships, Об'єднані Арабські Емірати | Тверде     | Цирил Сук                 | Сандер Гройн Горан Іванишевич                 | 6–7, 3–6                |
| Поразка   | 12.  | 24 лютого 1997    | Антверпен, Бельгія                                     | Тверде (i) | Цирил Сук                 | Девід Адамс Олів'є Делетр                     | 6–3, 2–6, 1–6           |
| Поразка   | 13.  | 16 червня 1997    | Лондон, Англія                                         | Трава      | Цирил Сук                 | Марк Філіппуссіс Патрік Рафтер                | 2–6, 6–4, 5–7           |
| Перемога  | 7.   | 13 липня 1998     | Ньюпорт, США                                           | Трава      | Даг Флек                  | Скотт Дрейпер Джейсон Столтенберг             | 6–2, 4–6, 7–6           |
| Перемога  | 8.   | 3 серпня 1998     | Лос-Анджелес, США                                      | Тверде     | Патрік Рафтер             | Джефф Таранго Даніель Вацек                   | 6–4, 6–4                |
| Перемога  | 9.   | 14 вересня 1998   | Відкритий чемпіонат США з тенісу, Нью-Йорк             | Тверде     | Цирил Сук                 | Марк Ноулз (тенісист) Деніел Нестор           | 4–6, 7–6, 6–2           |
| Перемога  | 10.  | 15 лютого 1999    | Dubai Tennis Championships, Об'єднані Арабські Емірати | Тверде     | Вейн Блек                 | Девід Адамс Джон-Лаффньє де Ягер              | 4–6, 6–1, 6–4           |
| Поразка   | 14.  | 8 березня 1999    | Скоттсдейл, США                                        | Тверде     | Марк Ноулз (тенісист)     | Джастін Гімелстоб Річі Ренеберг               | 4–6, 7–6, 3–6           |
| Перемога  | 11.  | 15 березня 1999   | Індіан-Веллс, США                                      | Тверде     | Вейн Блек                 | Елліс Феррейра Рік Ліч                        | 7–6(7–4), 6–3           |
| Перемога  | 12.  | 29 березня 1999   | Відкритий чемпіонат Маямі з тенісу, США                | Тверде     | Вейн Блек                 | Борис Бекер Ян-Майкл Гембілл                  | 6–1, 6–1                |
| Перемога  | 13.  | 18 жовтня 1999    | Відень, Австрія                                        | Тверде (i) | Давід Пріносіл            | Піт Норвал Кевін Ульєтт                       | 6–3, 6–4                |
| Поразка   | 15.  | 25 жовтня 1999    | Ліон, Франція                                          | Килим      | Вейн Феррейра             | Піт Норвал Кевін Ульєтт                       | 6–4, 6–7, 6–7           |
| Поразка   | 16.  | 10 січня 2000     | Аделаїда, Австралія                                    | Тверде     | Ллейтон Г'юїтт            | Тодд Вудбрідж Марк Вудфорд                    | 4–6, 2–6                |
| Поразка   | 17.  | 17 січня 2000     | Сідней, Австралія                                      | Тверде     | Ллейтон Г'юїтт            | Тодд Вудбрідж Марк Вудфорд                    | 5–7, 4–6                |
| Поразка   | 18.  | 20 березня 2000   | Індіан-Веллс, США                                      | Тверде     | Паул Гаргейс              | Алекс О'Браєн Джаред Палмер                   | 4–6, 6–7                |
| Поразка   | 19.  | 24 квітня 2000    | Монте-Карло, Монако                                    | Ґрунт      | Паул Гаргейс              | Вейн Феррейра Кафельников Євген Олександрович | 3–6, 6–2, 1–6           |
| Поразка   | 20.  | 1 травня 2000     | Барселона, Іспанія                                     | Ґрунт      | Паул Гаргейс              | Ніклас Культі Мікаель Тільстрем               | 2–6, 7–6(7–2), 6–7(5–7) |
| Поразка   | 21.  | 22 травня 2000    | Гамбург, Німеччина                                     | Ґрунт      | Вейн Артурс               | Тодд Вудбрідж Марк Вудфорд                    | 7–6(7–4), 4–6, 3–6      |
| Поразка   | 22.  | 12 червня 2000    | Відкритий чемпіонат Франції з тенісу, Париж            | Ґрунт      | Паул Гаргейс              | Тодд Вудбрідж Марк Вудфорд                    | 6–7, 4–6                |
| Поразка   | 23.  | 26 червня 2000    | Rosmalen Grass Court Championships, Нідерланди         | Трава      | Паул Гаргейс              | Мартін Дамм Цирил Сук                         | 4–6, 7–6, 6–7           |
| Поразка   | 24.  | 10 липня 2000     | Вімблдонський турнір, Лондон                           | Трава      | Паул Гаргейс              | Тодд Вудбрідж Марк Вудфорд                    | 3–6, 4–6, 1–6           |
| Перемога  | 14.  | 31 липня 2000     | Лос-Анджелес, США                                      | Тверде     | Пол Кілдеррі              | Ян-Майкл Гембілл Скотт Гамфріс                | W/O                     |
| Перемога  | 15.  | 21 серпня 2000    | Індіанаполіс, США                                      | Тверде     | Ллейтон Г'юїтт            | Йонас Бйоркман Максим Мирний                  | 6–2, 3–6, 6–3           |
| Перемога  | 16.  | 13 листопада 2000 | Ліон, Франція                                          | Килим      | Паул Гаргейс              | Іван Любичич Джек Вейт                        | 6–1, 6–7, 7–6           |
| Перемога  | 17.  | 15 січня 2001     | Сідней, Австралія                                      | Тверде     | Деніел Нестор             | Йонас Бйоркман Тодд Вудбрідж                  | 2–6, 7–6(7–4), 7–6(7–5) |
| Перемога  | 18.  | 5 березня 2001    | Дубай, ОАЕ                                             | Тверде     | Джошуа Ігл                | Деніел Нестор Ненад Зімоньїч                  | 6–4, 6–4                |
| Поразка   | 25.  | 14 травня 2001    | Рим, Італія                                            | Ґрунт      | Деніел Нестор             | Вейн Феррейра Кафельников Євген Олександрович | 4–6, 6–7                |
| Поразка   | 26.  | 21 травня 2001    | Гамбург, Німеччина                                     | Ґрунт      | Деніел Нестор             | Йонас Бйоркман Тодд Вудбрідж                  | 6–7, 6–3, 3–6           |
| Перемога  | 19.  | 18 червня 2001    | Галле, Німеччина                                       | Трава      | Деніел Нестор             | Мирний Максим Миколайович Патрік Рафтер       | 6–4, 6–7(5–7), 6–1      |
| Перемога  | 20.  | 8 жовтня 2001     | Москва, Росія                                          | Килим      | Максим Мирний             | Магеш Бгупаті Джефф Таранго                   | 6–3, 6–0                |
| Перемога  | 21.  | 22 жовтня 2001    | Штуттґард, Німеччина                                   | Тверде (i) | Мирний Максим Миколайович | Елліс Феррейра Джефф Таранго                  | 7–6(7–0), 7–6(7–4)      |
| Поразка   | 27.  | 14 січня 2002     | Сідней, Австралія                                      | Тверде     | Джошуа Ігл                | Доналд Джонсон Джаред Палмер                  | 4–6, 4–6                |
| Поразка   | 28.  | 4 березня 2002    | Дубай, ОАЕ                                             | Тверде     | Джошуа Ігл                | Марк Ноулз (тенісист) Деніел Нестор           | 6–3, 3–6, [11–13]       |
| Поразка   | 29.  | 7 жовтня 2002     | Москва, Росія                                          | Килим      | Джошуа Ігл                | Роджер Федерер Максим Мирний                  | 4–6, 6–7                |
| Перемога  | 22.  | 14 жовтня 2002    | Відень, Австрія                                        | Тверде (i) | Джошуа Ігл                | Їржі Новак (тенісист) Радек Штепанек          | 6–4, 6–3                |

## Досягнення в парному розряді
| W | Ф | ПФ | ЧФ | #Р | КТ | К# | DNQ | A | NH |

| Турнір                                 | 1989  | 1990  | 1991  | 1992  | 1993  | 1994  | 1995  | 1996  | 1997  | 1998  | 1999  | 2000  | 2001  | 2002  | 2003  | Career SR |
| -------------------------------------- | ----- | ----- | ----- | ----- | ----- | ----- | ----- | ----- | ----- | ----- | ----- | ----- | ----- | ----- | ----- | --------- |
| Турніри Великого шолома                |       |       |       |       |       |       |       |       |       |       |       |       |       |       |       |           |
| Відкритий чемпіонат Австралії з тенісу |       |       | 2р    | 2р    | 1р    | 1р    | 1р    | 2р    | 2р    | 3р    | 3р    | 3р    | ЧФ    | 3р    | 1р    | 0 / 13    |
| Відкритий чемпіонат Франції з тенісу   |       |       |       | 1р    | 1р    |       | 2р    | 2р    | 1р    | 1р    | 3р    | Ф     | 3р    | 2р    |       | 0 / 10    |
| Вімблдонський турнір                   |       |       |       | 1р    | 1р    | 2р    | 3р    | 2р    | 3р    | 3р    | ЧФ    | Ф     | 2р    | 3р    |       | 0 / 11    |
| Відкритий чемпіонат США з тенісу       |       |       |       | 1р    | 1р    | 3р    | Ф     | 2р    |       | П     | ЧФ    | ЧФ    | ПФ    | 1р    |       | 1 / 10    |
| Великий Шлем SR                        | 0 / 0 | 0 / 0 | 0 / 1 | 0 / 4 | 0 / 4 | 0 / 3 | 0 / 4 | 0 / 4 | 0 / 3 | 1 / 4 | 0 / 4 | 0 / 4 | 0 / 4 | 0 / 4 | 0 / 1 | 1 / 44    |
| Серія Мастерс ATP                      |       |       |       |       |       |       |       |       |       |       |       |       |       |       |       |           |
| Індіан-Веллс                           | NME   |       |       |       |       | 1р    | 2р    | 1р    | 1р    | ЧФ    | П     | Ф     | 1р    | ЧФ    |       | 1 / 9     |
| Відкритий чемпіонат Маямі з тенісу     | NME   |       | 1р    |       | 3р    | 2р    | 3р    | ЧФ    | 3р    | ЧФ    | П     | ЧФ    | 2р    | ЧФ    |       | 1 / 11    |
| Монте-Карло                            | NME   |       |       |       |       |       |       |       |       |       |       | Ф     |       | 1р    |       | 0 / 2     |
| Рим                                    | NME   |       |       |       |       |       |       |       | ПФ    | 2р    | 1р    | ЧФ    | Ф     | ПФ    |       | 0 / 6     |
| Гамбург                                | NME   |       |       |       |       |       |       |       |       |       |       | Ф     | Ф     | ЧФ    |       | 0 / 3     |
| Мастерс Канада                         | NME   |       |       | ЧФ    |       |       | Ф     |       | 2р    | ЧФ    | 2р    |       | 1р    | ПФ    |       | 0 / 7     |
| Мастерс Цинциннаті                     | NME   |       |       |       | ЧФ    | П     | 2р    | Ф     |       | 2р    | ЧФ    | ЧФ    | 1р    | ЧФ    |       | 1 / 9     |
| Штутгарт (Стокгольм)                   | NME   |       |       |       |       | ЧФ    | 1р    | 2р    |       | 2р    | 2р    | 2р    | П     | 2р    |       | 1 / 8     |
| Париж                                  | NME   |       |       |       |       | ЧФ    | 1р    | 1р    |       | ЧФ    | 1р    |       | ЧФ    | 2р    |       | 0 / 7     |
| Серія Мастерс SR                       | N/A   | 0 / 0 | 0 / 1 | 0 / 1 | 0 / 2 | 1 / 5 | 0 / 6 | 0 / 5 | 0 / 4 | 0 / 7 | 2 / 7 | 0 / 7 | 1 / 8 | 0 / 9 | 0 / 0 | 4 / 62    |
| Рейтинг на кінець року                 | 781   | 366   | 188   | 105   | 69    | 16    | 23    | 40    | 39    | 14    | 9     | 3     | 5     | 19    | 1205  | N/A       |